# Kasaberget
För andra betydelser, se Kasaberget (olika betydelser).
Kasaberget ([kasa-]) (fi. Kasavuori) är ett berg och ett bosättningsområde i den västra delen av Grankulla stad.
Kasaberget blev en del av Grankulla år 1957, efter att Grankulla köping köpt upp marken i början på 1950-talet. Det finska högstadiet och gymnasiet i Grankulla ligger i Kasaberget. Också Grankulla begravningsplats ligger i området. 
Själva berget Kasaberget är en 64 meter hög kulle varifrån man har god utsikt mot de västra delarna av Esbo, bland annat Esbo centrum, Bemböle och Karvasbacka åkrar. Den östra delen av berget mot Grankulla centrum är mindre brant. Berget är ett populärt friluftsmål med en 2,5 km lång motionsbana med skidspår om vintern. 